# Pabhag
Pabhag o Babak II (150 - 222) fue rey de Fars (Persia) al comienzo del siglo III.
Era hijo de Sasán, el fundador de la dinastía sasánida que reinaría posteriormente en el gran Imperio Persa, aunque otros autores consideran que Sasán era un lugarteniente suyo cuando Babak era marzeban (gobernador de una provincia, con carácter militar) del rey Artebán. Según esta versión, Babak soñó que un sol surgía de la frente de Sasán, y al enterarse de que éste descendía de los reyes míticos de Irán, quiso emparentar con él y le dio su hija en matrimonio. El sueño se cumplió en el sentido de que de este matrimonio nacería la dinastía sasánida.
De la reina Rodak tuvo a Ardacher I, que derrotaría a Artabán IV, rey de los partos y rey de reyes, y fundaría el llamado Imperio Sasánida.
- Datos: Q3752754